# Bulbophyllum ciliolatum
Bulbophyllum ciliolatum är en orkidéart som beskrevs av Rudolf Schlechter. Bulbophyllum ciliolatum ingår i släktet Bulbophyllum och familjen orkidéer. Inga underarter finns listade i Catalogue of Life.